# Mihrimah Sultan (dcera Sulejmana I.)
Princezna Mihrimah Sultan (21. března 1522 – 25. ledna 1578) byla dcera osmanského sultána Suleymana I. a jeho oficiální manželky Haseki Hürrem Sultan, jinak zvané Roxolana. Narodila se v Konstantinopoli, v dnešním Istanbulu. Byla provdána v sedmnácti letech za Rüstema Pashu, se kterým měla 3 děti. Její jméno znamená slunce nebo měsíční svit.
Zemřela ve svém rodném městě Konstantinopoli ve věku 55 let. Pohřbena je v Suleymanově mešitě, která dodnes stojí v Istanbulu.

## Život
Mihrimah cestovala po Osmanské říši se svým otcem a poznávala kraje země. V perské literatuře je napsáno, že jela společně s otcem do bitvy s Araby. Tato bitva je známá jako Gizah a odehrála se v severním Egyptě za hranicemi Alexandrie.
Ve věku sedmnácti let byla v Konstantinopoli 26. listopadu 1539 provdána za Rüstema Pashu (1505–1561), jednoho z vezírů sultána. Mihrimah ze sňatku nebyla vůbec nadšená, provdala se z otcovy vůle. Nadále však pokračovala v cestách s otcem a to ještě před smrtí Rüstema. Stejně jako její matka psala dopisy polskému králi Sigismundovi II. Po smrti otce dala svému mladšímu bratru sultánovi Selimovi II. 50 000 zlatých, čímž mu pomohla vyřešit politickou situaci a válečné dluhy.
Mihrimah nebyla jen princeznou, ale také Valide Sultan (matka královna) za vlády svého bratra, dokud nezemřela. V osmanské turečtině znamená Valide Sultan "matka vládnoucího sultána". To Mihrimah nebyla, ale jako nejvyšší žena v říší a důvěrná rádkyně Selima tuto pozici směla zastávat. Mezi její nejznámější charitativní činnosti patří dvě budovy, které nesly její jméno a byly určeny pro svobodné matky s dětmi a pro lidi bez domova.

## Smrt
Zemřela ve spánku ve věku 55 let dne 25. ledna 1578.
Její starší bratr, princ Mehmed zemřel v roce 1543. Měla ještě 4 mladší bratry. Všechny své sourozence přežila.
Sehzade Abdullah zemřel v roce 1526.
Sultán Selim II. zemřel v roce 1574.
Sehzade Bayezid zemřel v roce 1561.
Sehzade Cihangir zemřel v roce 1553.